# 24960 Usukikenichi
24960 Usukikenichi este o planetă minoră (asteroid), cu un diametru de 11,857 km, din centura de asteroizi. A fost descoperită pe 6 octombrie 1997 la Kitami Observatory⁠(d) de Kin Endate. 
Obiectul prezintă o orbită caracterizată de o semiaxă mare de 3,1732991 UAi, o excentricitate de 0,05, o înclinație de 9,91102 ° în raport cu ecliptica.